# Psorodonotus specularis
Psorodonotus specularis är en insektsart som först beskrevs av Fischer von Waldheim 1839.  Psorodonotus specularis ingår i släktet Psorodonotus och familjen vårtbitare. Inga underarter finns listade i Catalogue of Life.